# Ataulf
Ataulf (alternative stavemåder omfatter Athaulf, Athawulf og latin: Athaulphus) blev visigoternes konge, da Alarik 1. døde i 410. Han førte sit folk fra Syditalien nordpå til Sydfrankrig og derfter Nordspanien, hvor han blev myrdet i 415. Han blev konge over et folk uden land, men med den stærkeste hær i regionen, og han døde uden at have fået løst den opgave han arvede, i form af at finde land, der kunne brødføde folket på permanent basis.

## Visigoterne i 410
Da Alarik døde i slutningen af 410, befandt visigoterne sig i en vanskelig situation. I to år havde de bevæget sig gennem Italien, på stadig jagt efter mad og bytte, og med et ønske om bosættelse i et område, der kunne brødføde dem. Peter Heather anslår antallet af krigere til omkring 40.000, og dertil kom kvinder, børn og gamle, samt de dyr, man havde med sig. Der var altså rigtig mange munde at mætte, og Alarik havde haft en plan om at fragte hele folket til Nordafrika, der var kendt som det vestromerske riges spisekammer. Transportflåden var imidlertid blevet ødelagt af storm, inden man kom af sted, og derefter døde Alarik. Ataulf, der var svoger til Alarik, blev valgt som ny konge. På deres vej gennem Italien havde visigoterne plyndret Rom i august 410, og blandt de prominente gidsler, de havde taget med sig, var kejser Honorius' halvsøster Galla Placidia og den tidligere modkejser Priscus Attalus. Begge kunne bruges i det politiske spil med det vestromerske rige. Visigoternes antal betød, at de ikke kunne blive længere i Calabrien i sydspidsen af Italien, så Ataulf traf beslutningen om, at man skulle drage nordpå igen, til områder der var modne til udplyndring. På sin vis kunne visigoterne drage hvorhen de ville i det Vestromerske rige. Den romerske hær kunne ikke gøre nævneværdig modstand, for de fleste tropper var udstationeret ved grænsen langs Rhinen og Donau og i selve Italien var tropperne mest optaget af at blokere Alpepassene mod den selvudråbte kejser Konstantin i Gallien (Frankrig), og den lille felthær passede på kejser Honorius i det noget afsides Ravenna.

## Ataulfs regeringstid
Fra slutningen af 410 førte Ataulf visigoterne nordpå gennem Italien. På samme tid var Constantius blevet øverstbefalende for den vestromerske hær, og hans første felttog bestod i at føre hæren til Arles i Gallien i 411. Her var førnævnte Konstantin kommet under belejring af oprørsgeneralen Gerontius, der på papiret repræsenterede en anden modkejser, Maximus. Constantius fik overtalt soldaterne i belejringshæren til at skifte side, og Gerontius så ingen anden udvej end at begå selvmord. Der var en undsætningsstyrke på vej til Konstantin, bestående af legionærer og til lejligheden hyrede franker og alemanner. Constantius besejrede dem uden for Arles, og så var Konstantin moden til forhandling. Han var nu parat til at opgive den værdighed som medkejser, Honorius havde følt sig tvunget til at give ham, mod at få frit lejde til at besøge kejseren. Løftet blev givet, men det var kun Konstantins afhuggede hoved, der nåede frem til Ravenna 18. september 411. Efter Constantius og felthæren i efteråret 411 var kommet tilbage fra kampene, førte Ataulf i foråret 412 goterne ind i det sydlige Gallien, hvor der var rige landsbrugsområder.
Mens visigoterne stadig var i Italien, dukkede der en ny modkejser op på banen. I det nordlige Gallien udråbte adelsmanden Jovinus sig selv til kejser, og han fik støtte fra lokale adelsmænd og fra burgunder og alaner. Jovinus indledte et samarbejde med Ataulf, der som nævnt havde fordelen af at stå i spidsen for regionens stærkeste hær. Constantius kunne ikke gøre noget militært mod den nye oprørskejser, så længe visigoterne støttede ham, så han gik i gang med at benytte de diplomatiske kanaler. Chancen kom, da Jovinus i 412 gjorde sin bror, Sebastianus, til sin medkejser - åbenbart uden at rådspørge sig med Ataulf. Visigoterne var parate til at undsige Jovinus, og da det skete i 413, bad Jovinus om frit lejde. Historien gentog sig - også han blev myrdet på vej til Ravenna, og hans hoved ankom til byen på et spyd 30. august 413.
Man ved ikke, hvilke løfter der var givet til Ataulf, da han skiftede side. I følge de samtidige historikere ønskede Ataulf selv at indtage pladsen som romersk kejser, og det så de som begrundelse for, at han i januar 414 giftede sig med Galla Placidia. Han udpegede imidlertid ikke sig selv som kejser, men udråbte i stedet Attalus igen. Galla Placidia blev gravid og fødte i slutningen af 414 sønnen Theodosius, der som efterkommer i lige linje af kejser Theodosius stod som arving til den romerske kejsertitel, især fordi Honorius ikke havde børn (og aldrig fik det).
Constantius var imidlertid et skridt foran. Da Jovinus overgav sig, fik den vestromerske hær igen rådighed over mange af de legionærer fra Britannien (England), Gallien og Hispania (Spanien), der i en periode havde hørt til oprørshærene. Constantius var klar til opgøret med visigoterne, og han valgte at blokere deres forsyningsveje til lands og til vands. I begyndelsen af 415 var goterne løbet tør for mad, og de måtte drage til det nordlige Spanien for at finde nye forsyninger. Theodosius døde som spæd i 415, og i løbet af sommeren var der en del utilfredshed blandt visigoterne. Ataulf blev stukket ned i sit bad i Barcelona, og han døde kort efter.

## Tronfølgen efter Ataulf
Ataulf blev afløst af Sigerik, der muligvis havde en hånd med i mordet - som hævn for drabet på broderen Sarus i 412. Krønikerne fortæller, at Sigerik henrettede Ataulfs børn fra et tidligere ægteskab og at han nedværdigede Galla Placidia ved at lade hende vandre sammen med de fanger, der blev drevet foran hans følge. Ataulfs bror blev ligeledes henrettet. Sigerik holdt imidlertid kun i syv dage. Så blev han også myrdet og afløst af Wallia, der tilsyneladende ikke havde familiære forbindelser til nogen af de foregående konger.

## Eftermæle
Ataulf blev indgående beskrevet af den samtidige historiker Orosius, der især hæftede sig ved kongens - nærmest mirakuløse - opslutning om den romerske sag. Orosius citerer en tale, Ataulf holdt ved sit bryllup:
| Citat | I begyndelsen ønskede jeg at udslette navnet Rom og at ændre alt romersk territorium til et gotisk kejserrige: Jeg længtes efter at gøre Romania til Gothia, og til at Ataulf skulle være, hvad Caesar Augustus havde været. Men erfaringen har lært mig, at goternes uregerlige vildskab aldrig vil lade sig styre af love, og uden love er en stat ikke en stat. Derfor har jeg med fornuft valgt den anderledes ære det er, at genoplive Roms navn med gotisk ildhu, og jeg håber, at eftertiden vil anerkende mig som igangsætteren af en romersk genopbygning, siden det nu er umuligt for mig at ændre dette imperiums natur. | Citat |
|       | |       |

Orosius så sindelagsskiftet som resultatet af guddommelig indgriben, der skulle redde den romerske stat, kombineret med Ataulfs stormende forelskelse i sin nye hustru. Senere historikere har været mere skeptiske og for eksempel skriver Antonio Marchetta, at Ataulf sagtens kan have udtalt sig som citeret, men at brylluppet udelukkende var et skaktræk i et benhårdt politisk spil.
Eftertiden har anerkendt Ataulfs evner som regent. Herwig Wolfram skriver om hans regeringstid, at "i den periode udviklede han sig fra at være en stammehøvding til at være en statsmand i senantikken.". Ataulfs problem var blot, at han i Constantius havde fået en modstander, der var i stand til at udmanøvrere ham og sætte en stopper for hans planer.

## Eksterne links
- Wikimedia Commons har flere filer relateret til Ataulf

| Ataulf Død: 415       |                            |                        |
| Titler som regent     |                            |                        |
| Foregående: Alarik 1. | Visigoternes konge 410–415 | Efterfølgende: Sigerik |